# تسرچوو
تسرچوو (به صربی: Crčevo) یک روستا در صربستان است که در سینیتسا واقع شده‌است. تسرچوو ۴۹ نفر جمعیت دارد.